# Wael al-Dahdouh

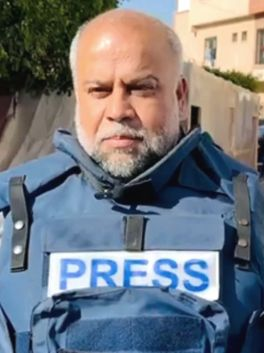
Wael al-Dahdouh im Gazastreifen (Dezember 2023)

Wael Hamdan Ibrahim al-Dahdouh (arabisch وائل حمدان إبراهيم الدحدوح, DMG Wāʾil Ḥamdān Ibrāhīm ad-Daḥdūḥ; * 30. April 1970 in Gaza) ist ein palästinensischer Journalist und Büroleiter des Nachrichtensenders Al Jazeera in Gaza.

## Leben
Al-Dahdouh wurde 1970 im Stadtteil Zeitoun in Gaza-Stadt geboren. Er wuchs in einer wohlhabenden Familie auf, die ursprünglich von der Arabischen Halbinsel stammte. Seine Grund- und Sekundarschulbildung erhielt er in verschiedenen Schulen in Gaza-Stadt. 1988 erhielt er im Alter von 17 Jahren ein Stipendium für ein Medizinstudium im Irak. Wenige Tage vor seiner Abreise wurde er aber verhaftet. Von israelischen Behörden wurde ihm die Beteiligung an der Ersten Intifada vorgeworfen, woraufhin er zu einer siebenjährigen Haftstrafe verurteilt wurde.
1998 erwarb Al-Dahdouh einen Bachelor-Abschluss in Journalismus und Medien an der Islamischen Universität von Gaza. 2007 schloss er ein Masterstudium in Regionalwissenschaften an der Al-Quds-Universität in Abu Dis ab.
Seine journalistische Laufbahn begann Al-Dahdouh 1998, zunächst als Gaza-Korrespondent bei der palästinensischen Tageszeitung al-Quds al-arabi. Zu Beginn der Zweiten Intifada war er als Korrespondent für den Radiosender Stimme Palästinas sowie für den Fernsehsender Sahar TV tätig. Außerdem arbeitete er als Korrespondent für den Nachrichtensender al-Arabiya und ab 2004 als Reporter und Mitarbeiter des Al-Jazeera-Büros im Gazastreifen. Später wurde er dessen Büroleiter. Für Kritik in US-amerikanischen Medien sorgte, dass er 2021 für seine journalistische Arbeit einen Preis der Terrororganisation Hamas entgegennahm.
Weltweit bekannt wurde Al-Dahdouh durch seine Berichterstattung während des Krieges in Israel und Gaza im Jahr 2023. Al-Dahdouh berichtete live aus diesem Krieg, als er vor laufender Kamera erfuhr, dass mehrere Angehörige seiner Familie bei einem israelischen Luftangriff auf das Flüchtlingslager Nuseirat getötet worden waren. Seine Frau, seine Tochter Sham (7 Jahre), sein Sohn Mahmoud (15 Jahre) und ein Enkelkind kamen zusammen mit 21 anderen Menschen ums Leben. Ein anderer Sohn, Yehia, wurde schwer verletzt.
Am 15. Dezember 2023 wurde Dahdouh durch einen israelischen Drohnenangriff verletzt, als er mit seinem Kollegen Samer Abudaqa über einen israelischen Angriff auf ein Flüchtlingslager in Chan Yunis berichten wollte. Abudaqa wurde schwer verletzt und verblutete, weil Rettungssanitäter von der israelischen Armee daran gehindert wurden, ihm zu helfen, wobei selbst die Krankenwagen angegriffen wurden.
Am 7. Januar 2024 wurden auch sein Sohn Hamza al-Dahdouh und dessen Kollege Mustafa Thuria durch einen gezielten israelischen Drohnenangriff getötet, als beide mit dem Auto Richtung Rafah fuhren. Ein dritter Journalist, Hazem Rajab, wurde bei dem Angriff schwer verletzt. Tags darauf erklärte die israelische Armee, die beiden getöteten Journalisten seien „Terroristen“ gewesen. Man habe Papiere gefunden, die belegen sollten, dass einer für die Hamas und der andere für den Islamischen Jihad gearbeitet hätten, was die Familien als Lüge zurückwiesen.
Nach dem Waffenstillstandsabkommen zwischen Israel und der Hamas vom 15. Januar 2025 verließ er den Gazastreifen und hielt sich in Doha und Berlin auf.